# Свети-Иван-Зелина

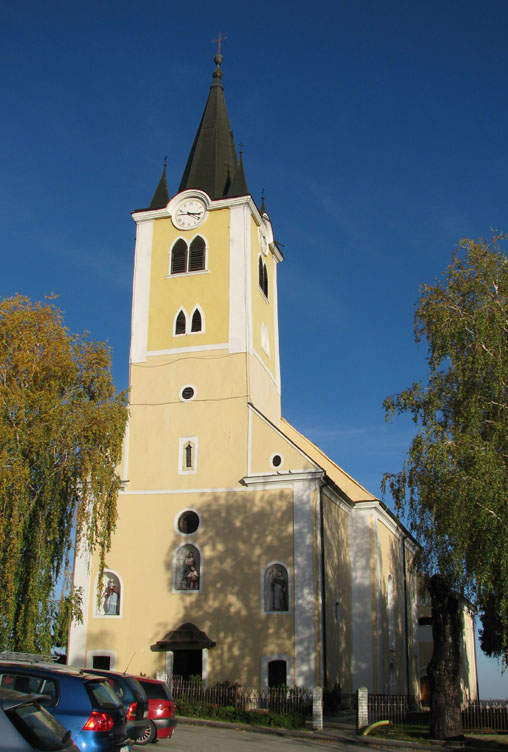
Церковь Иоанна Крестителя

Свети-Иван-Зелина (хорв. Sveti Ivan Zelina) — город в Хорватии, на северо-востоке Загребской жупании. Находится на 27-м километре автомагистрали A4. Согласно переписи населения 2001 года, в общине, подчинённой городу, проживало 16 268 жителей. Уроженцем города является поэт Драгутин Домьянич.
В 1947—1990 годах город назывался Зелина.
Одной из наиболее важных компаний города является компания «Iskra». В городе действуют начальная и средняя школы. Есть памятник участникам гражданской войны в Хорватии.